# Adalbrand von Bremen
Adalbrand von Bremen, auch Alebrand von Bremen, Becelin, Bezelin, Bencelin, († 15. April 1043 in Bücken, begraben in Bremen) war ein deutscher Kleriker und Erzbischof von Hamburg und Bremen.
Adalbrand war ursprünglich Geistlicher in Köln, wo er später als königlicher Kaplan (Kapellan der Hofkapelle) und Kölner Domherr tätig war. 1035 bestimmte ihn Kaiser Konrad II. zum Nachfolger von Hermann (1032–1035) als zwölfter Erzbischof von Hamburg-Bremen (Erzbistum Hamburg) und 15. Bischof von Bremen (Bistum Bremen). Die Investitur dürfte vor dem 16. Oktober 1035 erfolgt sein, als er bereits als Bischof vom Kaiser die Marktgerechtigkeit für Bremen, nebst Zoll- und Münzrecht erhielt. Am 21. Dezember des Jahres wurde er in Hamburg von seinen Suffraganbischöfen und einigen sächsischen Bischöfen geweiht.
Weder im Reichsdienst Konrads II. noch unter Heinrich III. trat er in größere Erscheinung. Vermutlich waren ihm Missionstätigkeiten im Norden aufgetragen worden, wodurch er von der Teilnahme an den königlichen Tagen und Heerfahrten befreit war. Auch die Beziehung zu den benachbarten Slawen blieb während seiner Amtszeit friedlich. 1040 wies Adalbrand die vom Erzbischof von Köln auf die alte Diözese Bremen erhobenen Ansprüche nochmals zurück.
Neben der Förderung der Mission regte er eine umfangreiche Bautätigkeit an. So wurde in der Amtszeit von Adalbrand die unter seinem Vorgänger Hermann begonnene Befestigung des Dombezirks mit einer Ringmauer fortgesetzt und ein Umbau des Bremer Doms begonnen, der dann im Jahr 1041 beim Bremer Brand jedoch wieder zerstört wird.
In Hamburg, das nach Zerstörung durch die Slawen unter Unwan wieder aufgebaut worden war, ließ er den hölzernen Hamburger Dom durch einen Quadersteinbau ersetzen und erbaute das stark befestigte steinerne Haus als erzbischöflichen Palast. Der Hamburger Bischofsturm (Fundamente im Schauraum Bischofsburg freigelegt) blieb jedoch das erste steinerne Befestigungsbauwerk nördlich der Elbe, da ein geplanter Ausbau der Stadtbefestigung mit Mauern und Türmen durch seinen Tod vereitelt wurde. Jedoch wurden in dieser Zeit durch die Billunger Grafen in Hamburg, trotz friedlichem Verhältnis zu Adalbrand, konkurrierende Festungsbauten angelegt.

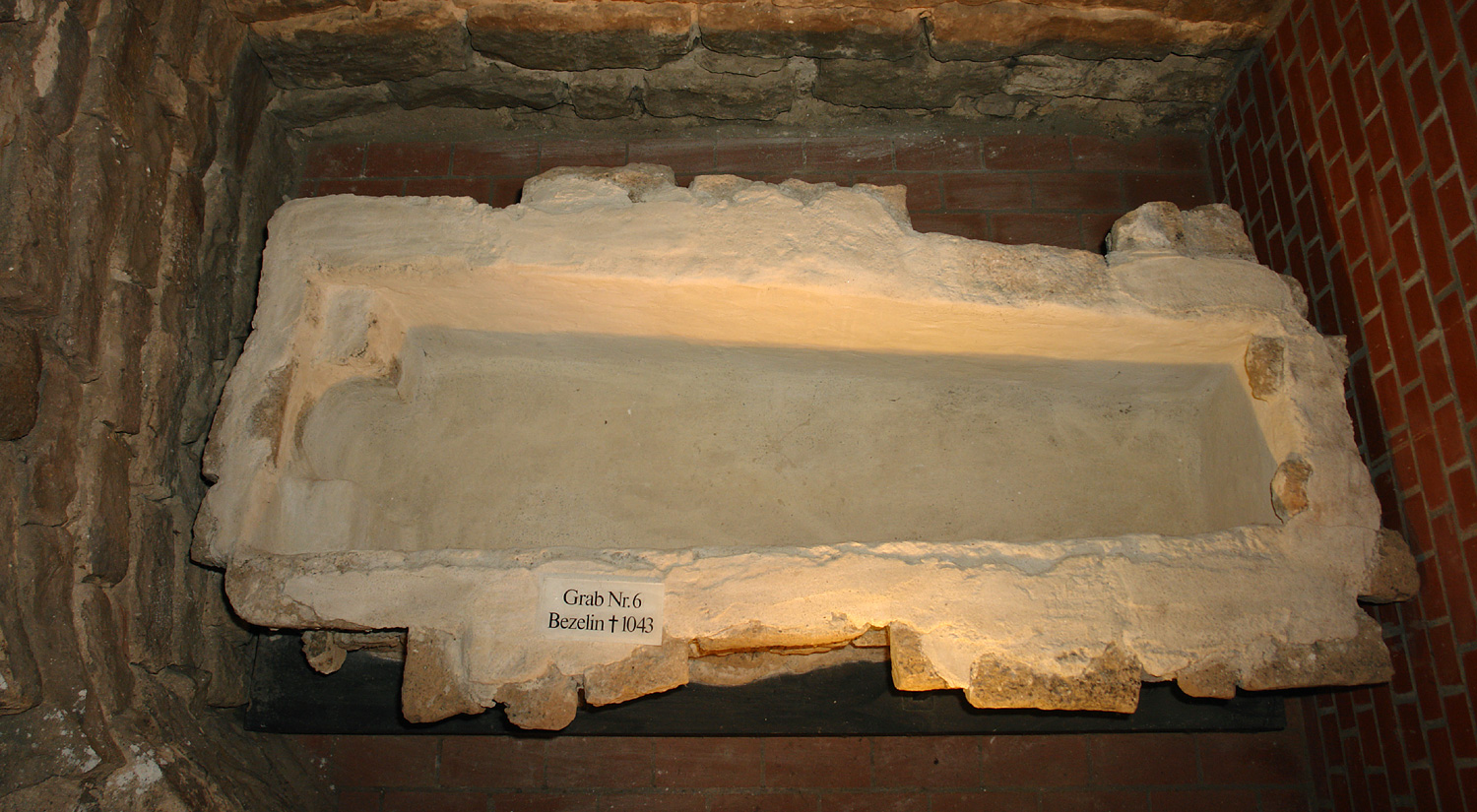
Das Grab Adalbrands (Bezelins) im Bremer Dom

Adalbrand ist die erste urkundliche Erwähnung von Scharmbeck zu verdanken. Dessen Aufenthalt 1043 in Scirnbeci (Scharmbeck) wurde durch Adam von Bremen (Chronist durch seine Geschichte des Erzbistums Hamburg von 1070–1076) besonders deshalb vermerkt, weil der Erzbischof einen Barfußgang nach Scirnbeci unternommen hatte und dabei krank geworden war. Offensichtlich nicht mehr genesen, verstarb er am 15. April 1043 in Bücken und wurde im Bremer Dom beigesetzt.
In seine Amtszeit fällt auch der Bremer Brand vom 11. September 1041.